# Annenkapelle (Görlitz)
Die Annenkapelle am Görlitzer Marienplatz wurde zwischen 1508 und 1511 vom Ratsbaumeister Albrecht Stieglitzer als Memorialkapelle für den Görlitzer Großkaufmann Hans Frenzel den Reichen (1463–1526) erbaut. Sie wurde der heiligen Anna – der Schutzpatronin Frenzels – gewidmet. Später wurde sie als Waisen- und Zuchthauskirche genutzt. Heute wird die einstige Kapelle als Turnhalle und Aula der angrenzenden Annenschule genutzt.

## Geschichte und Gebäude

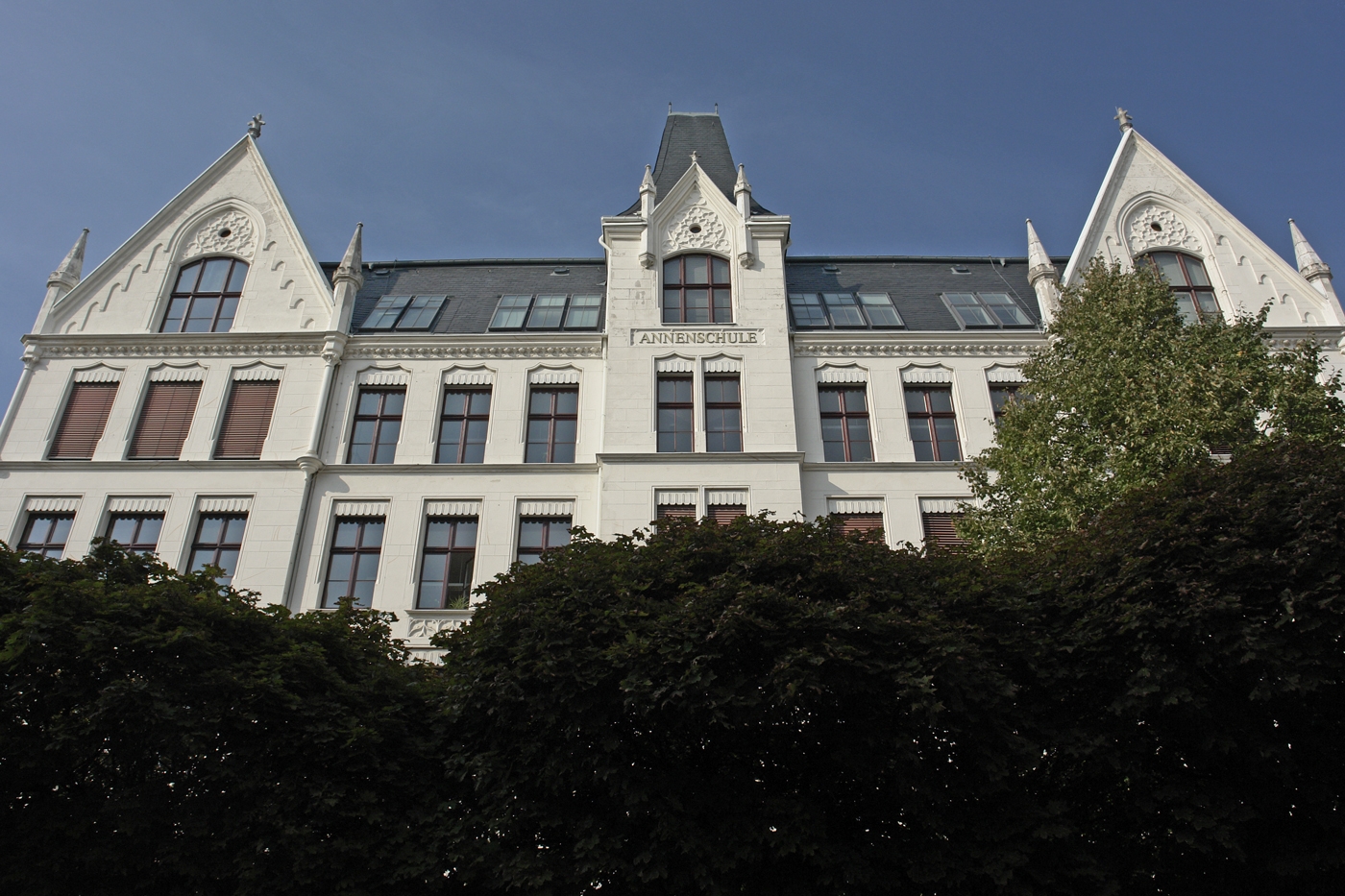
Annenschule

1505 bat Frenzel den Rat „zum wiederholten Mal“ um Genehmigung der Kapelle, doch entgegnete dieser, in laut Christian Speer „vordergründig[er]“ Montur, dass die neuen Priester die Einnahmen der anderen Görlitzer Geistlichen verringern und erstere auch Bier einführen und verkaufen könnten. (Siehe dazu auch: Bierstreit in der Oberlausitz) Hans Frenzel soll für sein Vorhaben sogar beim Papst (Julius II.) gewesen sein. Vor 1507 gab der Rat schließlich nach und erlaubte die Annenkapelle am Topfmarkt, gelegen am westlichen Ende der Langenstraße. Dieser Ort aber war „dem folke aus dem wege gelegen“, wie Frenzel nicht zu Unrecht einwand, und so dauerte es bis nach dem Tod Frenzels Kontrahenten Georg Emmerich († 1507), bis er einen ansehnlichen Bauplatz, nämlich den auf dem Gelände des ehemaligen von Karl IV. 1369 erbauten und 1474 abgerissenen herzoglichen Schlosses an der südwestlichen Stadtmauer, am Frauentor gegenüber dem Frauenturm zugewiesen bekam. Am 26. Juni 1508 begann man mit den Bauarbeiten, die sich jedoch als schwierig erwiesen. Man stieß auf einen alten, zugeschütteten, zum alten Schloss gehörigen Wassergraben. Die Bauarbeiten wurden durch den Ratsbaumeister Albrecht Stieglitzer geleitet.
Der Bau kostete 8550 Gulden und wurde auch im Innern prunkvoll ausgestattet. Der kunstvoll gestaltete Altar, der die Heilige Anna und ihre Familie darstellte, wurde bereits 1503 vom Bildschnitzer Hans Olmützer geliefert. Außen an der Kapelle befinden sich sieben Sandsteinfiguren, darunter die Schutzpatronin des Bauherrn Anna selbdritt und ihr Mann Joachim, Maria mit dem Kind und Joseph, Johannes der Täufer, der segnende Christus und Laurentius. Dass der Bau als Kapelle bezeichnet wurde, könnte damit in Zusammenhang stehen, dass eine Kapelle mutmaßlich eher genehmigt wurde als eine Kirche. Die Maße der „Kapelle entsprechen denen einer ‚vollwertige[n] Kirche‘“. Sie wurde im Herbst 1511 fertiggestellt. Sie ist – neben der Fuggerkapelle bei St. Anna in Augsburg – eine von zwei „zu jener Zeit“ aus privater Hand erbauten Kirchen „in größerem Stil“ in Deutschland.
Am 16. April 1512 veranlasste Frenzel, dass der Rat den Bischof von Meissen (Johann VI. von Saalhausen) um Weihe der Kapelle bat, am 28. Mai wurde seiner Bitte stattgegeben und die Kapelle durch Saalhausens Stellvertreter, den Bischof von Halberstadt (Ernst II. von Sachsen), auf St. Anna geweiht. Die Kapelle hatte drei Altäre zu jeweils zwei Altaristen, die wiederum jeweils ein ministerium zu je fünf Messen vertraten. Insgesamt waren das dreißig Messen pro Woche. Die Gottesdienste geschahen privat, für Frenzel und seine Familie. Zu Lebzeiten Hans Frenzels fand der Gottesdienst regelmäßig statt, danach blieb sie über 100 Jahre „bis auf wenige einzelne Fälle unbenutzt“.
Frenzel hinterließ seinen unmündigen Sohn Joachim, der bereits 1531 das Stiftungsvermögen und die Kapelle dem städtischen Rat abtrat. Die „Verfügungsgewalt“ über die Kapelle aber hatte weder Joachim, noch sein Vater gehabt. So unterstand sie kirchenrechtlich dem Pfarrer und dem Bischof von Meißen und der Rat, der administrative Aufgaben annahm, sorgte für einen „Kirchenvater und Versorger“, auch als Verweser bezeichnet. Zunächst war dies Merten Wells, der aber im gleichen Jahr der Ernennung (1512) verstarb. So ist für 1512 bis mindestens 1515 auch Bernhard Berndt für dieses Amt nachweisbar. Die Kapelle blieb nach Joachims Stiftung bis zum heutigen Tag im Besitz der Stadt, wurde jedoch von ihr stets etwas stiefmütterlich behandelt. Im Jahr 1539 ließ die Stadt die Glocken aus dem Türmchen nehmen und auf der Nikolaikirche und dem Reichenbacher Turm aufhängen. Zwanzig Jahre später wurde der prunkvolle Altar in die Peterskirche versetzt, wo er bei einem Brand 1691 vernichtet wurde. Nach der Versetzung des Altars im Jahr 1559 stürzte drei Jahre später bei einem heftigen Sturm das Türmchen an der Ostseite der Kapelle ein und wurde nicht wieder aufgebaut. Erst nach einer Beschwerde der Nachkommen Frenzels bekam die verfallene Kapelle 1584 neue Fenster und 1597 ein neues Schindeldach. Anfang des 17. Jahrhunderts fanden weitere Erneuerungen an der Kapelle statt, so dass 1620 Markgraf Johann Georg von Brandenburg, der damals in Görlitz sein Hauptquartier hatte, in ihr reformierte Gottesdienste feiern ließ.
Durch die Belagerung der Stadt durch kursächsisch-kaiserliche Truppen während der schwedischen Besatzung der Stadt 1641 wurde auch die Annenkapelle schwer beschädigt, so dass die Stadt nach erneuten Drängen von Frenzels Nachkommen die Kapelle ausbesserte. Im Jahr 1692 zog für 40 Jahre das Priesterkollegium in den Bau ein. Seit 1730 stieß im Westen das Waisenhaus, später Zuchthaus, an die Kapelle an, die sie als Waisen- bzw. Zuchthauskirche nutzten. Ab 1845 hielt auch die katholische Gemeinde in der Kirche ihre Gottesdienste ab, da ihre Kirche weit außerhalb lag.
1871 erfolgte eine grundlegende Veränderung der Kapelle. In Höhe des Gurtgesimses wurde eine Zwischendecke eingezogen und somit zu ebener Erde ein Raum, der später als Turnhalle genutzt wurde, eingerichtet. Die dem gotischen Stil nachempfundenen Fensterpaare im Erdgeschoss entstanden während des Umbaus. Der obere Raum diente seit 1875 als Aula.
Nördliches Eingangsportal und Figuren

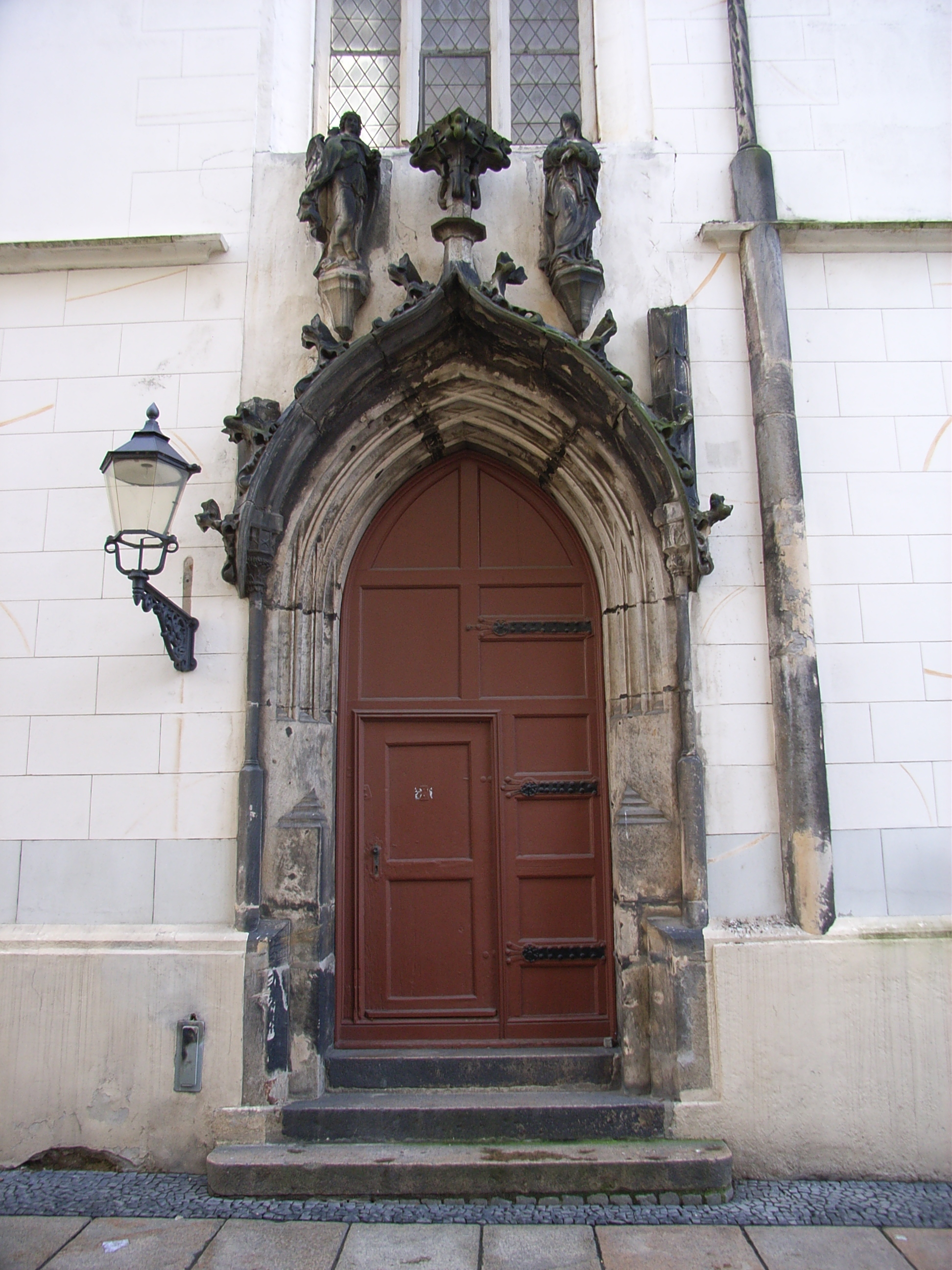
Eingangsportal
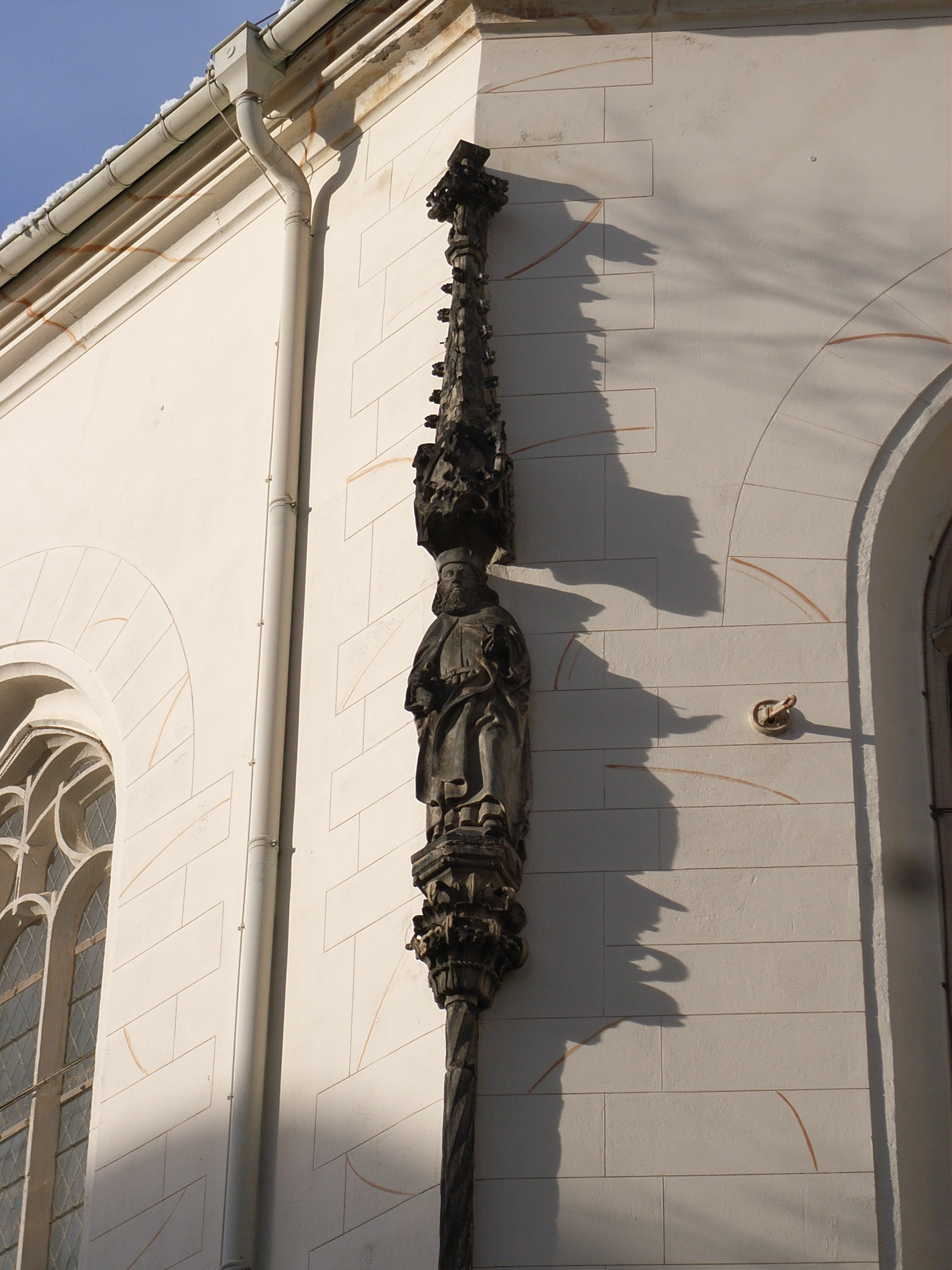
Heiliger Joachim (Südseite)
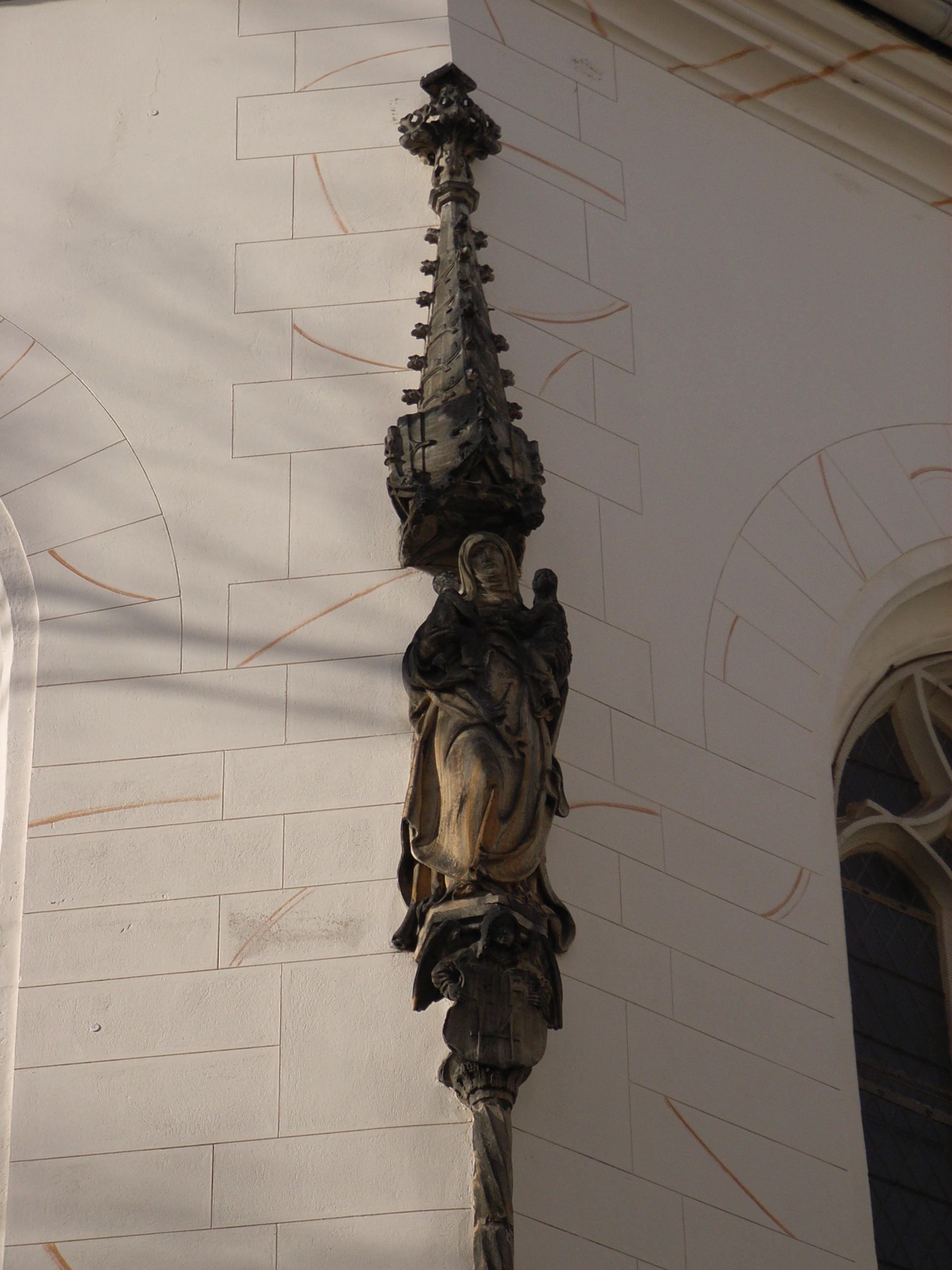
Anna selbdritt mit der Hausmarke Hans Frenzels am Kragstein (Ostseite links)
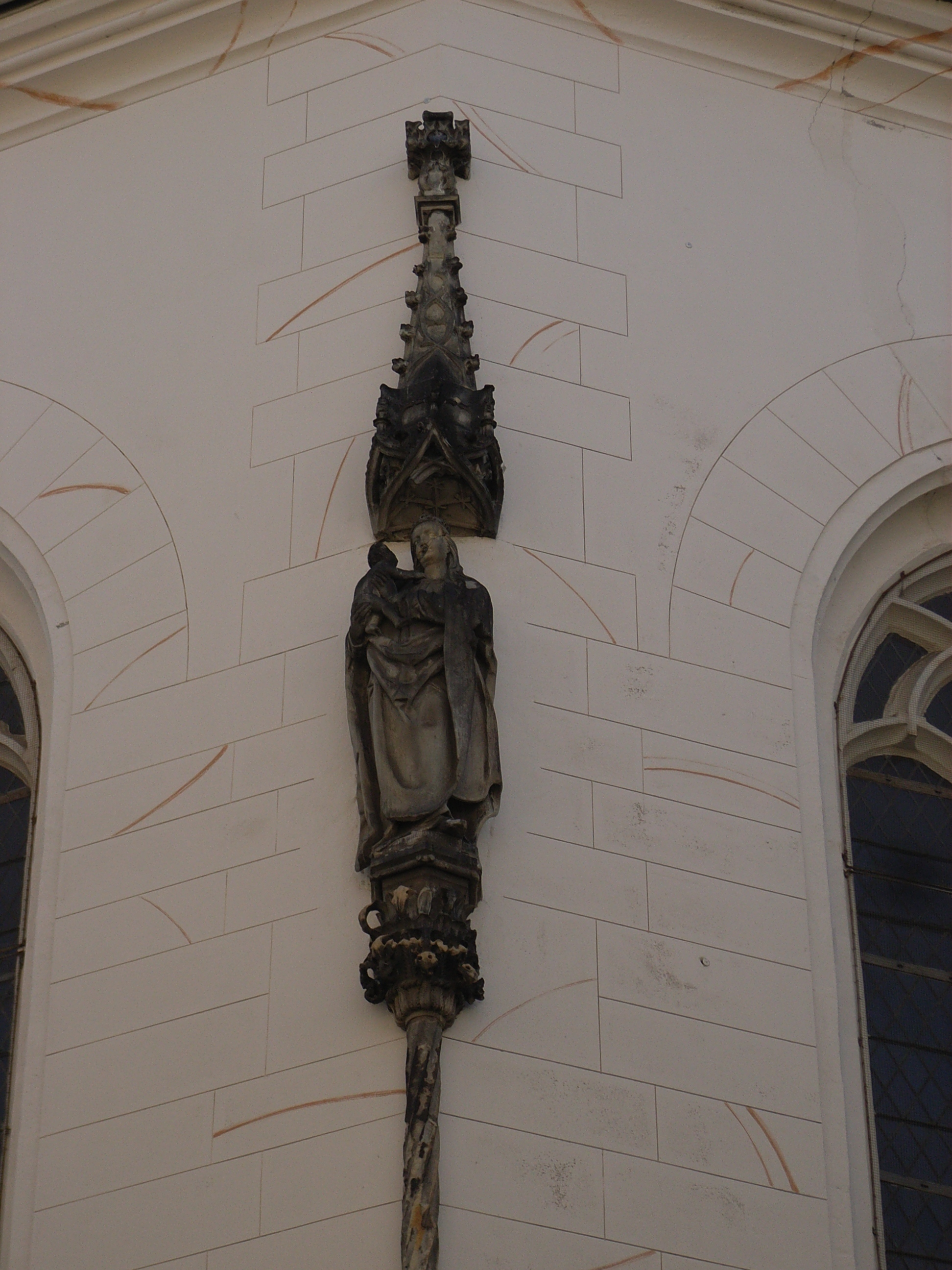
Maria mit dem Kinde (Ostseite rechts)
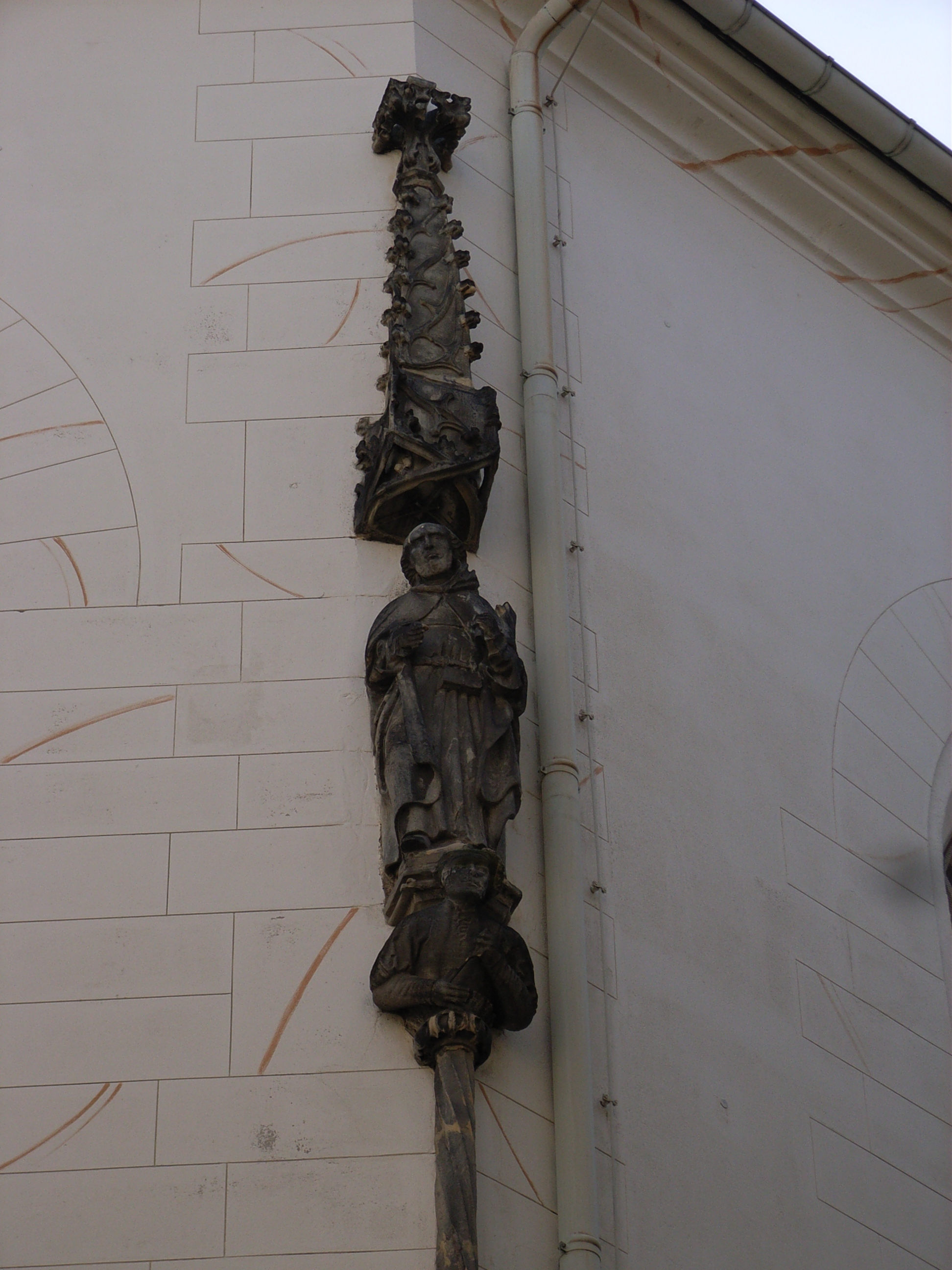
Heiliger Josef mit dem Baumeister (Albrecht Stieglitzer) am Kragstein (Nordseite links)
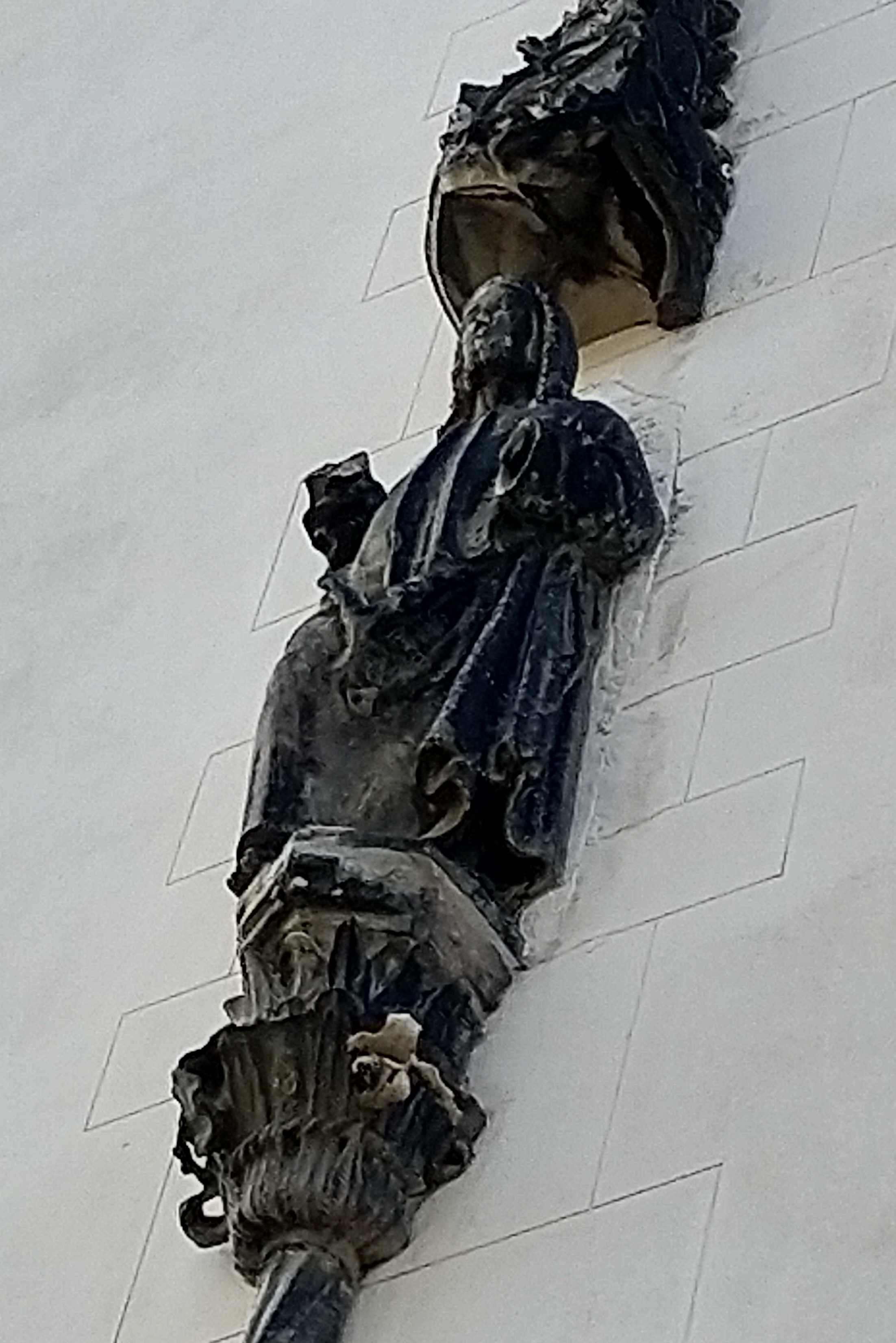
Johannes der Täufer (Nordseite mittig links)
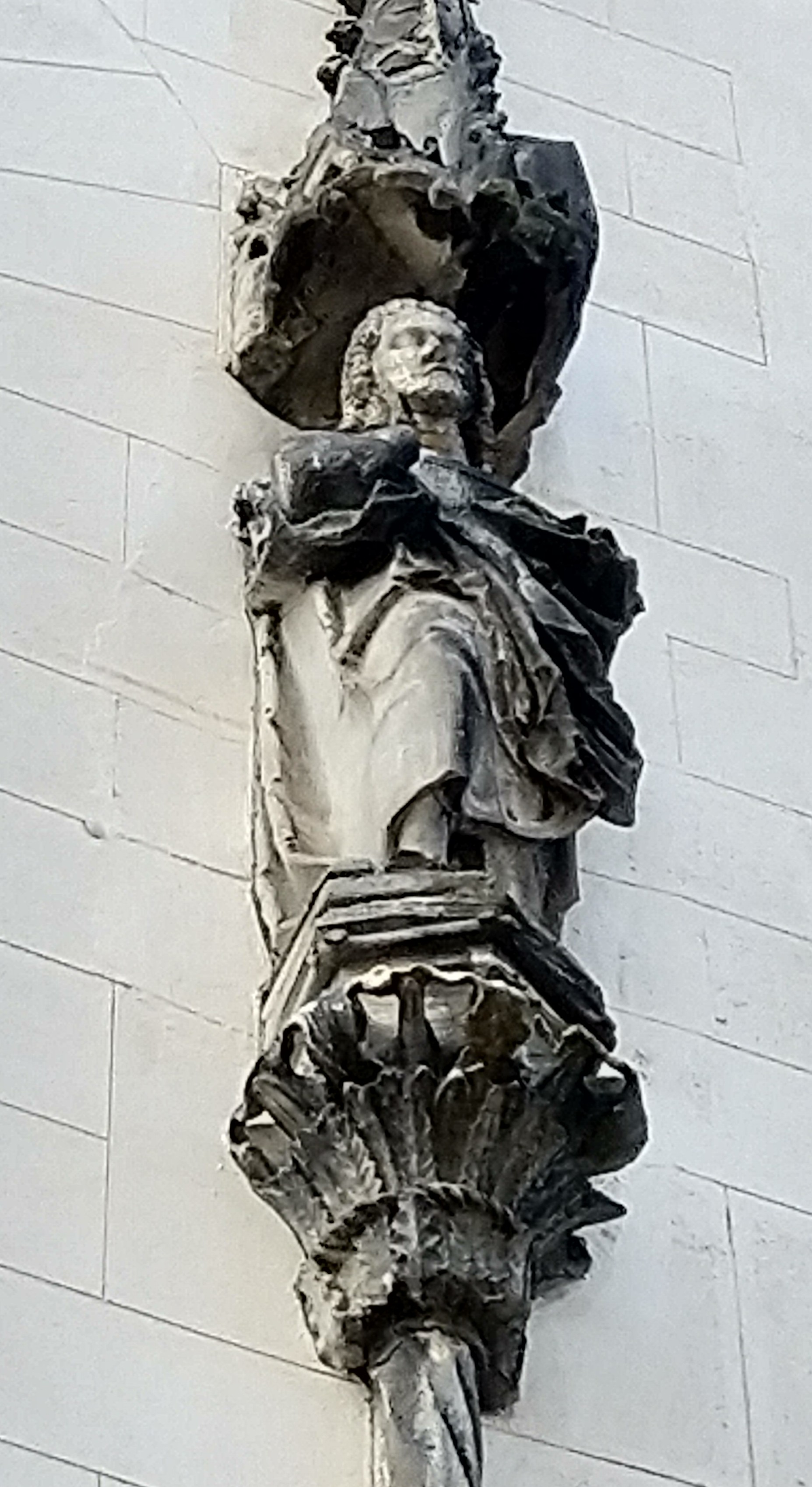
Der segnende Christus (Nordseite mittig rechts)
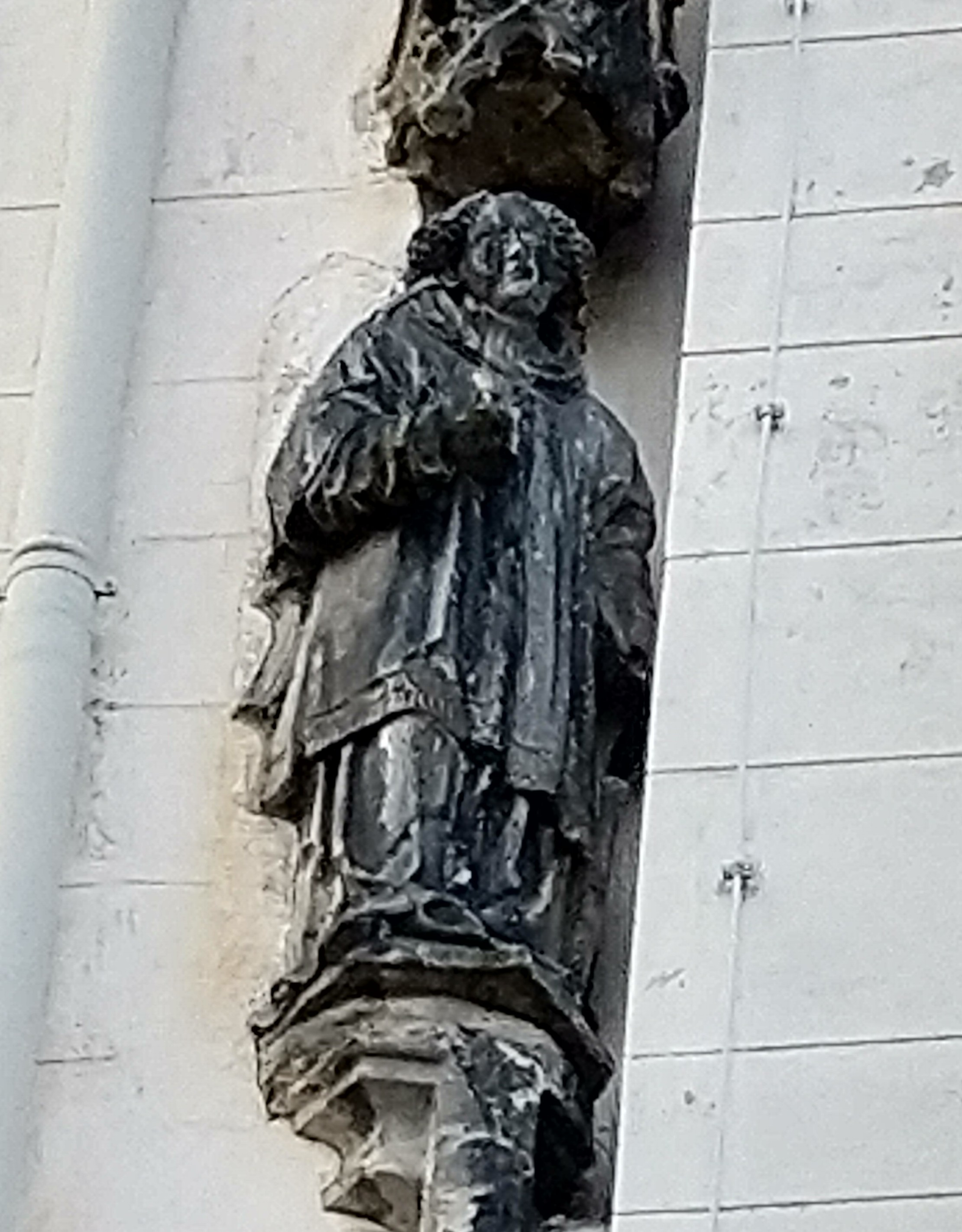
Heiliger Laurentius (Nordseite rechts)